# ديفيد ساندرز
ديفيد ساندرز (بالإنجليزية: David Sanders)‏ هو لاعب كرة قاعدة أمريكي، ولد في 29 أغسطس 1979 في أوكلاهوما سيتي في الولايات المتحدة.

## وصلات خارجية
- ديفيد ساندرز على موقعبيزبول رفرنس.كوم (الدوري الرئيسي) (الإنجليزية)
- ديفيد ساندرز على موقعبيزبول رفرنس.كوم (الدوري الثانوي) (الإنجليزية)